# مركز المعلومات الوطني الفلسطيني
مركز المعلومات الوطني الفلسطيني هو هيئة حكومية فلسطينية يتبع رئاسة السلطة الوطنية الفلسطينية مباشرة، تأسس عام 1996، وهو الجهاز الحكومي الفلسطيني الرسمي المسؤول عن المعلومات والإعلام والعلاقات العامة في دولة فلسطين. كان يسمى سابقاً الهيئة العامة للاستعلامات الفلسطينية.

## النشأة
صدر المرسوم الرئاسي عن الرئيس الفلسطيني ياسر عرفات بتاريخ 12 فبراير 1996 يقضي بتأسيس الهيئة، وأن يكون زياد عبد الفتاح أول رئيس لها.

## المهام
تتلخص مهام المركز فيما يأتي:
- تنظيم ومتابعة الأنشطة الإعلامية والمعلوماتية المختلفة.[2]
- تنفيذ استطلاعات رأي دورية وغير دورية.
- إصدار مجلة «رؤية» المتخصصة بالشأن الفلسطيني، والتي تولى زياد عبد الفتاح رئاسة تحريرها.[4]

## رؤساء الهيئة
- زياد عبد الفتاح (1996 - 2005).
- رياض الحسن (2005 - 2008).

## دمج الهيئة
في 20 مارس 2008، قرر الرئيس الفلسطيني محمود عباس دمج الهيئة العامة للاستعلامات بوكالة الأنباء الفلسطينية (وفا)، مع تغيير مسمى وكالة الأنباء الفلسطينية ليصبح وكالة الأنباء والمعلومات الفلسطينية (وفا).